# Ia Ora ʻO Tahiti Nui
Ia Ora ʻO Tahiti Nui (z tah. Niech Żyje Tahiti Nui) – to hymn wspólnoty zamorskiej Francji, Polinezji Francuskiej.

## Historia
Jest on śpiewany podczas uroczystości wraz z hymnem Francji, który jest drugim oficjalnym hymnem tego wyspiarskiego państwa. Słowa pieśni są zapisane w całości w języku tahitańskim. Hymn został przyjęty 10 czerwca 1993 przez Zgromadzenie Polinezji Francuskiej. Zniewaga hymnu wiąże się z wyjątkowo surowymi karami, za obrazę hymnu tego terytorium można trafić do więzienia na sześć miesięcy i zapłacić karę grzywny 894950 franków CFP (około 33 tysięcy złotych). 

## Tekst
ʻUa rahu te atua (i) tōʻu ʻāiʻa
Hono noʻanoʻa o te motu rau
Heihei i te pua riʻi au ē
E firi nape mōrohi ʻore
ʻO tāʻu īa e faʻateniteni nei
Tē tūoro nei te reo here
O te huia
ʻA hiʻi i tō aroha
ʻIa ora ʻo Tahiti Nui ē

## Galeria

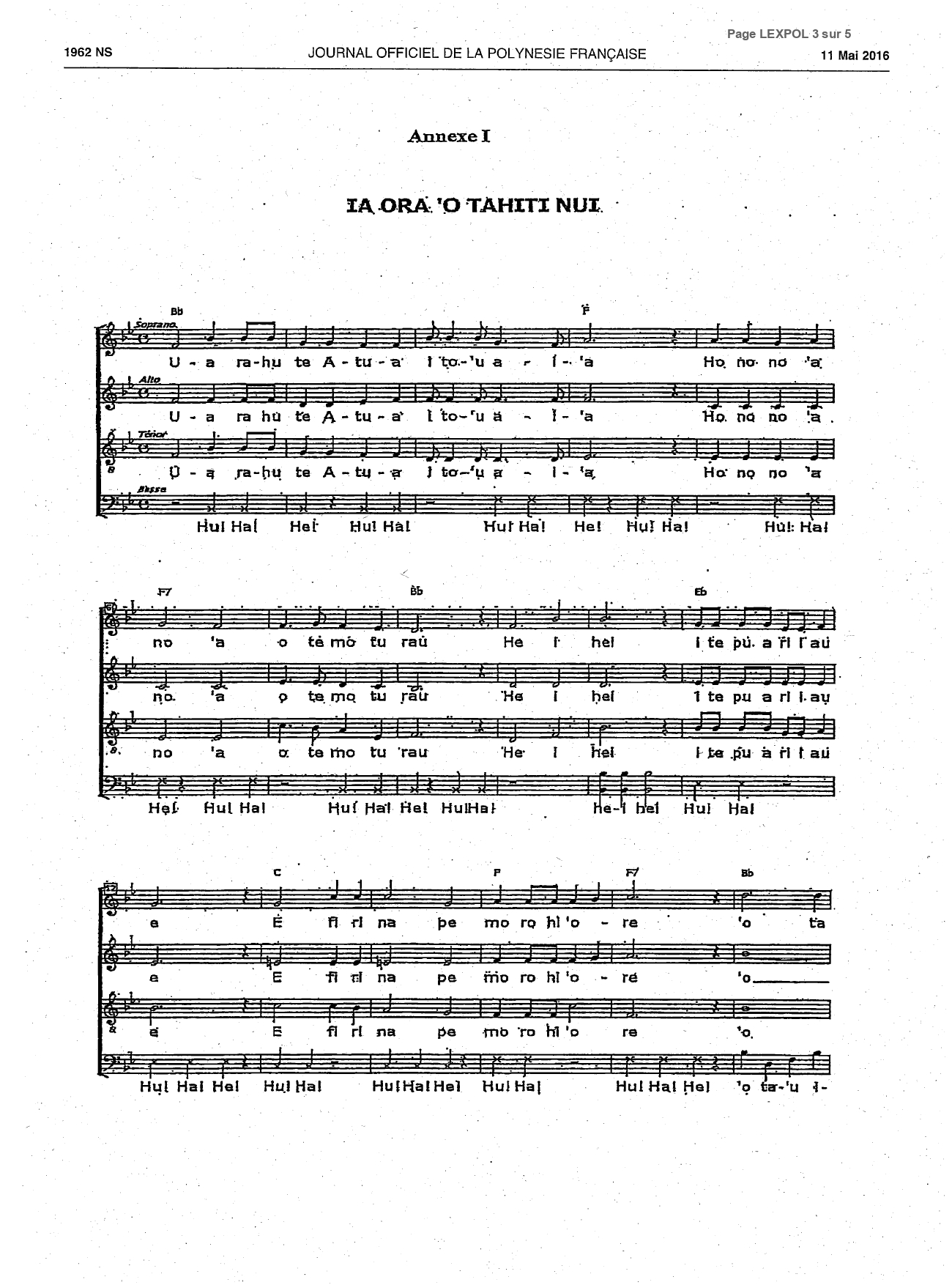
Pierwsza strona hymnu z nutami
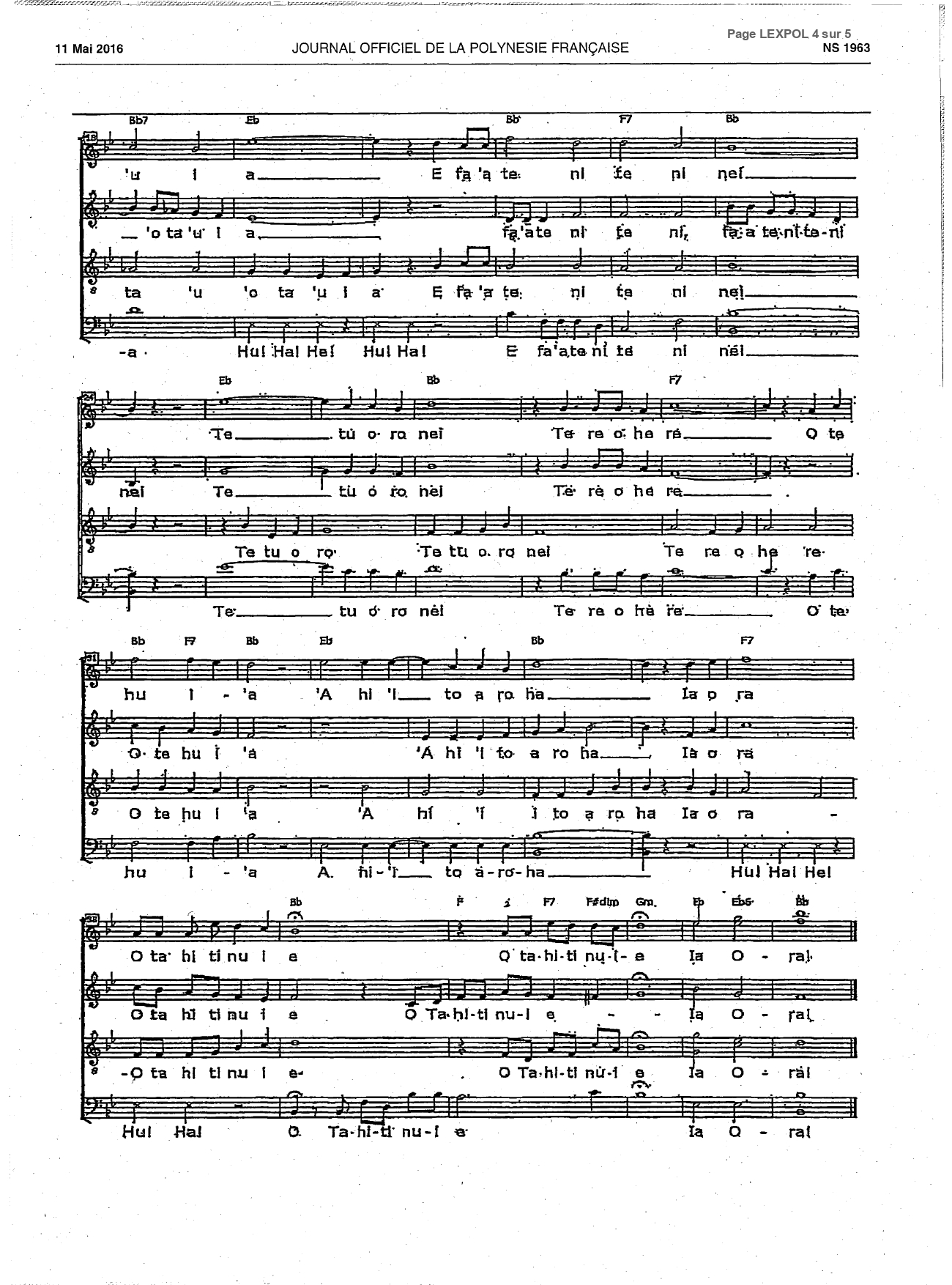
Druga strona hymnu z nutami